# Ronneby (Minnesota)
Ronneby és una població dels Estats Units a l'estat de Minnesota. Segons el cens del 2000 tenia 16 habitants.

## Demografia
Segons el cens del 2000, Ronneby tenia 16 habitants, 6 habitatges, i 3 famílies. La densitat de població era de 24,7 habitants per km².
Dels 6 habitatges en un 50% hi vivien nens de menys de 18 anys, en un 33,3% hi vivien parelles casades, en un 0% dones solteres, i en un 50% no eren unitats familiars. En el 33,3% dels habitatges hi vivien persones soles el 16,7% de les quals corresponia a persones de 65 anys o més que vivien soles. El nombre mitjà de persones vivint en cada habitatge era de 2,67 i el nombre mitjà de persones que vivien en cada família era de 3,67.
Per edats la població es repartia de la següent manera: un 31,3% tenia menys de 18 anys, un 18,8% entre 18 i 24, un 12,5% entre 25 i 44, un 18,8% de 45 a 60 i un 18,8% 65 anys o més.
L'edat mediana era de 28 anys. Per cada 100 dones de 18 o més anys hi havia 175 homes.
La renda mediana per habitatge era de 40.625 $ i la renda mediana per família de 31.250 $. Els homes tenien una renda mediana de 31.250 $ mentre que les dones 0 $. La renda per capita de la població era d'11.700 $. Cap de les famílies estaven per davall del llindar de pobresa.

## Poblacions més properes
El següent diagrama mostra les poblacions més properes.